# KK Splosna plovba Portorož
El KK Portorož es un equipo de baloncesto esloveno con sede en la ciudad de Portorož, que compite en la 1. A slovenska košarkarska liga, la primera división del baloncesto esloveno. Disputa sus encuentros como local en el Lucija.

## Posiciones en liga
- 1999 (2D)
- 2000 (4-D2)
- 2001 (5-D2)
- 2002 (D2)
- 2003 (D2)
- 2004 (D2)
- 2005 (2-D2)
- 2006 (14-1B)
- 2007 (5-D2)
- 2008 (3-D2)
- 2009 (1-D2)
- 2010 (1-D2)
- 2011 (4-1B)
- 2012 (4-D2)
- 2013 (1-2SKL)

### Plantilla 2013-2014
| N.º | Nombre        | Nacionalidad         | Puesto  |
| --- | ------------- | -------------------- | ------- |
| 4   | Sašo Ožbolt   | Bandera de Eslovenia | Escolta |
| 6   | Jaka Zagorc   | Bandera de Eslovenia | Escolta |
| --  | Boban Bukovic | Bandera de Eslovenia | Base    |

## Palmarés
- Campeón Division II Eslovena Grupo Oeste (2009), (2010)
- Segundo Division II Eslovena (2010)
- Campeón 2SKL (2013)